# L'Évolution psychiatrique
L'Évolution psychiatrique est une revue trimestrielle liée à la psychiatrie et la psychopathologie dans toutes ses approches. Elle est sous-titrée : Cahiers de psychologie clinique et de psychopathologie.  Basée sur un fonctionnement de comité de lecture anonyme pour la sélection de ses articles, elle constitue une revue de référence, reconnue au niveau international.     

## Présentation
Elle cherche à proposer une réflexion sur la pratique clinique en psychiatrie et en psychanalyse, en l'ouvrant à tous les courants de pensée scientifique et philosophique, la recherche clinique, l'histoire et l'anthropologie. La revue est indexée dans les principales bases de données internationales et reconnue qualifiante par l’instance du Comité National des Universités. Elle est une revue de référence pour les cliniciens et les chercheurs en psychopathologie. Elle publie des articles en français et propose également une traduction anglaise d'une sélection d'articles.    

## Historique
Son nom est démarqué de l'Evolution créatrice d'H. Bergson. Avant de devenir en 1929 une revue trimestrielle  avec comme éditeurs en chef et contributeurs Henri Codet et Eugène Minkowski, ce fut le titre d'un travail collectif en deux volumes (1925 et 1927) dirigé par René Laforgue et Angelo Hesnard.
Les membres fondateurs furent : René Allendy, Edouard Pichon, René Laforgue, Georges Parcheminey, Angelo Hesnard, Adrien Borel, Henri Codet, Paul Schiff, Françoise Minkowska, Eugène Minkowski, Gilbert Robin et Odette Codet. Les réunions eurent lieu chez les Codet, rue de l'Odéon.
À partir de l’année 1934, la revue devient trimestrielle. René Laforgue est écarté : Henri Codet et Eugène Minkowski en sont les rédacteurs en chef délégués. Une nouvelle génération de jeunes psychiatres vient collaborer à la revue : Jacques Lacan (1901-1981), Pierre Mâle (1900-1976), Sacha Nacht (1901-1977), et surtout Henri Ey (1900-1977) qui, inspiré par la phénoménologie et les théories de John Hughlings Jackson, ne signe pas moins de 6 articles entre 1932 et 1939. Cette « deuxième génération », dont l’ambition intellectuelle est encore plus affirmée que la précédente, contribue à faire du groupe de l’Evolution une véritable « avant-garde ».

## Après-guerre

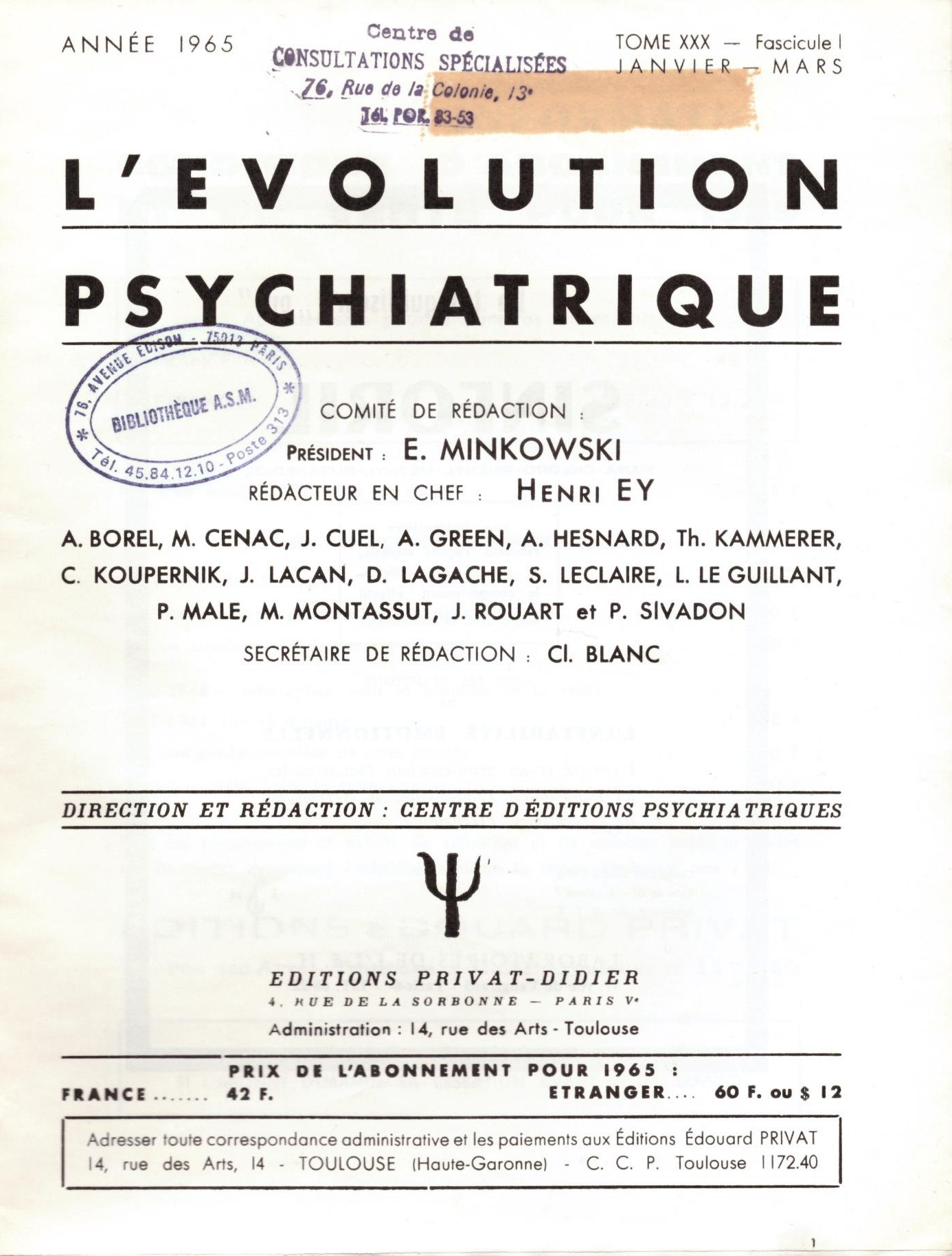
Comité de rédaction 1965

La publication est interrompue pendant l'occupation et recommence à partir de 1947. De nombreux membres de la société disparaissent avec la guerre : René Allendy (1889-1942), Henri Codet (1889-1939), Sophie Morgenstein (1875-1940), Édouard Pichon (1890-1940) et Paul Schiff (en) (1891-1947). Le groupe se reconstitue à partir de la génération de psychiatres qui se sont formés dans les années 1930 et qui étaient déjà actifs dans l’entre-deux-guerres : J. Lacan, P.-G. Mâle, M. Cénac (1891-1965) et H. Ey. Ce dernier prend une importance décisive dans la reconstruction de la psychiatrie française de l'après-guerre. Il prend la direction de la revue avec E. Minkowski à partir de 1947 et est également nommé secrétaire général de la société, fonctions qu’il ne quittera qu’en 1974. Dans les années suivantes, Daniel Lagache (1903-1972), Marcel Montassut (1914-1976), J. Rouart et Paul Sivadon (1907-1992) viennent compléter le comité de rédaction qui reste stable sous cette forme pendant une dizaine d’années.

## Psychanalyse
En parallèle de la Revue française de psychanalyse, elle devait être un point de jonction entre psychiatrie médicale (neuropsychiatrie) et psychanalyse, notamment avec une position critique envers la psychanalyse pratiquée par des non-médecins qui par la suite a évolué. Pour Heuyer et les autres médecins, il s'agissait alors d'adapter la psychanalyse à l'esprit français par rapport à la « lourdeur germanique ».
Après la guerre, toute la nouvelle génération psychanalytique participe au groupe de l'Evolution psychiatrique : Daniel Lagache, Jacques Lacan (qui y publie de nombreux articles) puis André Green, Serge Leclaire, Guy Rosolato, Serge Lebovici, Conrad Stein, René Angelergues.   

## Ligne éditoriale
On y trouve des textes de psychiatrie, de psychanalyse sur des sujets d'actualité, d'histoire de la psychiatrie ou des développements actuels des neurosciences. On y lit aussi des textes ou numéros spéciaux sur jacques Lacan, sur Georges Lanteri Laura, Jean Garrabé, sur l'épistémologie, le genre, la linguistique. 

## Activités
En 1950, L'Évolution psychiatrique organisa sous l'égide d'Henri Ey le premier congrès mondial de psychiatrie à Paris  (en présence d'Anna Freud et de Melanie Klein).
La Société évolution psychiatrique organise des colloques thématiques annuels et parraine des séminaires et colloques de psychiatrie et de psychopathologie.

## Rédacteurs en chef
Henri Ey (1900 - 1977) : de 1947 à 1973
Eugène Trillat (1919-1998) : de 1976 à 1983
Jacques Postel (1927 - 2022) : de 1984 à 1991. Rédacteurs en chef adjoint, J. Arveiller et F. Caroli.
Yves Thoret (1938 - 2020) : de 1991 à 2003
Richard Rechtman : de 2004 à 2012
Christophe Chaperot : 2013 - 

## Quelques numéros par thèmes
- « Solitudes », oct.-déc. 2000, vol. 65, no 4,  (ISBN 2842991729)
- « Halluciner », avril-juin 2000, vol. 65, no 2,  (ISBN 2842991702)
- « Structures », juillet-sept. 2000, vol 65, no 3,  (ISBN 2842991710)
- « Lacan aurait cent ans », no  spécial, avril/juin 2001, vol. 66, no 2,  (ISBN 2842992709)
- « Victimes », 2002  (ISBN 2842993829)
- « Hommage à Jacques Postel », no  spécial, 2003,  (ISBN 2842994892)
- « Georges Lanteri Laura », avril-mai 2005, vol.70, no 2,  (ISBN 2842997220)
- « Actualité de la phénoménologie psychiatrique », no 4, 2005,  (ISBN 2842997247)
- Republications d'anciens articles pour les 80 ans de la revue de 1927 à 2007 (Eugène Minkovski 1929, Henri Wallon 1956, Jean Piaget 1962, Paul-Claude Racamier 1965, Henri Ey 1970, Ellenberger 1972, Georges Lanteri Laura 1983, Henri Maldiney 1989, etc.), L'Évolution psychiatrique oct.-déc. 2007, vol. 72, no 4,  (ISSN 0014-3855)